# 長距粉蝶蘭
長距粉蝶蘭（学名：Platanthera longicalcarata）为蘭科粉蝶蘭屬下的一个种。